# Boljunec
Boljunec, po domače B'lunc, (italijansko Bagnoli della Rosandra, tržaškobeneško Bolúnz, nemško Bollunz) je vas na skrajnem severnem robu Istre v Italiji, nahaja se v Bregu, v občini Dolina, v deželi Furlaniji - Julijski krajini. Večina prebivalcev je slovenske narodnosti. Vas leži v središču občine, pod gričem sv. Mihaela in Malim Krasom, pred vhodom v dolino Glinščice. Ima približno 1305 prebivalcev. K Boljuncu spada tudi zaselek Gornje Konc (Grn' konc).
Ob vasi teče potok Glinščica, kateremu vaščani pravijo tudi Klinščica oz. Klinš’ca, vas pa se deli v ledinske predele Jama, G’rica, R’van, N’ P’t’uoke, Velika Ul’ca, Gornje Konc, N’ Breje in Z’Blunc, v zadnjih desetletjih pa so se hiše širile še N’ prvjelce, N’ Škltanč'h, U Gabrnj'h, N' Brode itd. V katastrsko občino Boljunec pa spadajo še današnje vasi Lakotišče in Krmenka.

## Izvor imena vasi
Ime Boljunec naj bi izviralo iz latinskega Balneoli oz. Balneolum, to ime naj bi nosil kraj, kjer zdaj stoji vas, za časa Rimljanov in bi pričal o obilici vode in vodnih virov, ki jih tu res ne primanjkuje. Ta izvor potrjujejo tudi zgodovinski dokumenti, saj v najstarejših listinah vas nosi prav ime Bagnolo. Od 17. stoletja dalje se vas omenja z imenom Bollunez oz. kasneje Bollunz. Leta 1923 pa je bilo vsiljeno ime Bagnoli della Rosandra, ki je v veljavi še danes skupaj z originalnim imenom Boljunec.
Poleg te prve razlage izvora imena vasi, je vredna omembe še druga varianta, ki vidi ime Boljunec kakor združitev besed boljši unec, kar bi še spet poudarjalo povezanost vasi z vodnimi vrelci.

## Nastanek in razvoj naselka
Dolina Brega je bila naseljena še iz praveka, saj so znana najdišča iz Pečine pod Steno, medtem ko so posebno zanimiva gradišča iz mlajše kamene dobe in bronaste dobe, dve izmed katerih stojita ravno nad Boljuncem, to sta gradišče na griču sv. Mihaela in gradišče na Selah oz. Malem Krasu. Slednje je precej pomembno, saj nekateri zgodovinari trdijo, da je bilo strateško pomembno v prvi vojni med Rimljani in Histri, ki so tu živeli. Torej leta 177 pr. n. št. rimljani premagajo, v drugi histrski vojni, Histre in zasedejo tudi Breško ozemlje. So prav Rimljani, ki zgradijo prvo večjo strukturo v Boljuncu; to je rimski vodovod, ki je jemal vodo iz izvira Zvirk (oz. Kličica) ter jo dovajal v Trst. Verjetno v okolici današnjega Boljunca so Rimljani zgradili še kakšno strukturo, saj prav v Zaboljuncu je bilo najdeno v prejšnjih desetletjih večje žarno grobišče na ledinskem okraju pri Grublji s številnimi kamnitimi žarami, katere hrani tržaško Spomeniško nadzorništvo, poleg tega je bilo najdenih veliko rimskih novcev, posebno v okolici boljunske Jame.
Slovani so se začeli naseljevati v dolini verjetno v času, ko so vladali nad tem ozemljem Langobardi, saj o tem pričajo ledinska imena in imena vasi. Torej okvirno v 8. stoletju se začenjajo razvijati prvi naselki doline Brega, med katerimi je tudi Boljunec. Slovani verjetno se naselijo najprej pod gričem sv. Mihaela, v zavetju pred Burjo, nad ostankimi rimskega vodovoda. Kasneje se je naselek razvil okoli te predobstoječe strukture, tako, da še dandanes veliko objektov temelji na rimskem vodovodu. Vas je prvič omenjena v neki pogodbi iz leta 1276, ko tržaški škof podeljuje v fevd nek mlin v Žavljah pod Boljuncem, to je pri današnji Krmenki. V tej listini je vas imenovana Bagnolo. Sledijo številne omembe vasi skozi vso 14., pa 15. stoletje itd. 
Od tu dalje je zgodovina Boljunca skozi stoletja ravno enaka zgodovini vseh ostalih breških vasi, ta zgodovina pa je še vidna v dediščini, ki se je nam ohranila, ki govori o povezavi z Istro in tudi Kvarnerjem v arhitekturi in razvojem glagoljaštva, o pomembnosti bližine Tržaške luke, ki je močno pomagala razvoju vasi v prejšnjih stoletjih, ko so žene hodile v Trst služit k bogatim meščanskim družinam, ali so pekle kruh, ali prale perilo, o tem pa pričajo še danes stoječa dobro ohranjena stara korita na robu vasi.

## Jama
Jama je ledinski okraj, ki nosi ime po kraški jami, ki se odpira v pokončni apnenčasti skali pod Malim Krasom. Tu sta prisotna dva stalna vira. Prvi vir je kraške narave in stoji v bližini jame, katerega Jama je prelivni izvir. Iz tega vira, imenovanega izvir Pri Pralnici zaradi bližine pokrite pralnice, ki je bila v prejšnjih letih spremenjena v ribogojnico, pride spet na dan voda, ki ponikne v ponorih pod Beko in Ocizlo. Drugi izvir je izvir Na Placu, kjer voda priteka iz drenažnega kanala v odkrito korito. Tu pa pride na dan voda, ki presahne med Boljuncem in Gornjim Koncem v Dolini Glinščice, delno pa tudi voda iz Beke in Ocizle. Voda iz izvirov se združi v krajši potoček in steče v Glinščico, ki teče prav ob Jami. Jama je bil poseben kraj že za časa rimljanov, saj so tu leta 1963 našli rimske novce na kupu naplavin, ki jih je voda prinesla iz jame po silovitem neurju.
V začetku 19. stoletja so se začeli za Jamo zanimati avstrijski inženirji, ki so iskali nova zajetja za tržaški vodovod. Iz tega razloga je bil leta 1804 skopan 11 metrov globok rov nad izvirom Pri Pralnici, ker pa izkop ni prinesel nobenega rezultata, so dela prekinili, ker so dobili druge izvire, ki so bili bliže mestu.
Med drugo svetovno vojno so italijanski vojaki jamo obzidali s posebno debelim betonskim zidom, z namenom, da bi jo uporabljali kot zaklonišče streliva protiletalskih topov, ki so bili postavljeni na vrhu Malega Krasa. Ob jami pa je bila zgrajena žičnica, ki je povezovala Jamo s samim vrhom hriba.

## Gorica
Gorica, oz. G'rica je boljunski vaški trg. Boljunski trg se razlikuje od trgov okoliških vasi, ker je posebno podolgovate oblike, ter ima obliko pravokotnika, kar je prava posebnost za gručasta naselja. Razlog te posebnosti je prav rimski vodovod, saj vsi objekti, ki stojijo na zahodni strani trga temeljijo na vodovodu. Prav leta 1954 so v eni izmed teh stavb med deli naleteli na korito vodovoda in v njem na človeške kosti ter ost srednjeveške sulice. Na žalost je nekaj stavb tega dela vasi je bilo uničeno, oz. močno spremenjeno, eno od stavb pa so porušili junija 2010.

## Cerkev
Cerkev sv. Janeza Krstnika stoji na sredi vasi, malo stran od vaškega trga. Je triladijska cerkev s tristransko zaključenim prezbiterijem, zgrajena je bila v 17. stoletju, gradili pa so jo domači in tuji zidarji, med katere je treba omeniti zidarskega mojstra Gašperja Perhavca iz Dolnjih Ležeč ter brata kamnoseka Andreja in Ivana Cerkvenika iz Gračišča pri Divači. Zvonik se prvotno ni dotikal cerkve, kasneje pa je bila cerkev razširjena, dograjen pa je bil 29. avgusta 1645 in je oglejskega tipa. Med drugo svetovno vojno so špico zvonika porušili.
Pod Boljunec pa so spadale še druge cerkve; srednjeveška cerkev Matere Božje na Pečah v dolini Glinščice, cerkev sv.Mihaela na istoimenskem griču, ki je bila zapuščena za časa jožefinskih reform in je zdaj v razvalinah, pa cerkev sv. Roka na Koromačniku, iz 16. stoletja, ki je tudi v razvalinah.

## Zanimivosti
V Boljuncu se nahaja tudi zelo zanimiva starodavna stanovanjska hiša, ki je tudi predstavljena v študijah o istrski kmečki arhitekturi. To je domačija Pr' Pap'že, ki naj bi bila iz 18. stoletja, in spada v tip stare istrske hiše, predstavlja pa zanimive podobnosti s hišami iz jugovzhodnega dela Istre, ob kvarnerskem zalivu.

## Navade in običaji
Ena izmed glavnih vaških tradicij je praznik Maja: v noči med 30. aprilom in prvim majem fantje, ki so dosegli 16. leto starosti in dvignejo v sredini Boljunskega trga G'rice Maj oz. Mlaj. Boljunski Maj sestavljajo l'n'tjəna, to je jelkin drog in borova krošnja, na katero pridejo privezane limone in pomaranče. Maj, ki doseže tudi 20m višine, je simbol plodnosti in prihoda pomladi ter preporod vasi. Drevo podrejo fantje tri dni kasneje in otroci lahko poberejo sadje iz vej. 
Praznik se začne 28. aprila ob mraku, ko fantje in možje se zberejo na Jami, kjer vre voda iz dveh izvirov in stojita dve pralnici pa obzidana jama, pa korakajo, v vrstah po štiri, proti G'rici pojoč vaške pesmi. Na čelu vrst stoji fant, ki nosi vejo topola, ki jo bo spustil na tla na koncu trga. Za vejo pa se bodo borili otroci dveh delov vasi, to sta Ul'ca in Z'Blunc. Vse to se ponovi v treh dneh, v že omenjenim večerom 28.aprila. ko se poje vaško pesem Barč'co, v večeru 30. aprila, pred dvigom Maja, ko se poje In poglej, pa ob 13:30 1.maja, ko se spet poje Barč'co in fantje in možje korakajo po G'rici v gvantu oz. pražnji obleki in vsi nosijo v zgornjem žepu jakne list in cvet divjega kostanja, simbol pomladi. V teh dneh, po petju in kratkem snidenju, se fantje zberejo na fantovski uri, na kateri zberejo tudi Ž'pana, ki bo vodil fante in skrbel za pripravo praznika naslednje leto. Na zadnji od treh fantovskih ur pa novi fantje plačajo lik'f (likof) to pomeni,da iz otroka postanejo fantje (starodavni obred, ki pa je strogo tajen) in tako so sprejeti v vaško fantovsko. 
Drugi vaški praznik se vrši na dan sv. Štefana, to jo praznik luč'nja, ko se dekleta iz vasi zberejo na trgu, v spomin kamenjanja mučenika, in se razdelijo v dve skupini. 1. skupina na zgornjem delu G'rice, 2. na spodnjem. Lučanje se začne ko konča »Žjeg'n« ter se začne »kmpnjanje n' turne« (pritrkovanje na zvoniku). »Frejla«, predsednica dekliške, zaluča prvo jabolko. Ob »kmpnjanje« se vaške »pupe« (dekleta) lučajo, ki po nekaj minutah prevzame vse, ki prisostvujejo. 
Običaj pravi, da v primeru, da jabolko zadene fanta, ta se bo poročil z dekletom, ki je jabolko vrglo. 
V Boljuncu se praznuje tudi kresni večer na dan sv. Ivana, oz. sv. Janeza Krstnika, ko ognjeni jeziki kresa se dvigajo na boljunski Jami.

## Gospodarstvo
V Boljuncu stoji sedež Wärtsilä Italia, ki je del finske Corporation Wärtsilä, ki je leta 1999 odkupila od italijanske družbe Fincantieri tovarno velikih motorjev v Boljuncu (italijansko Grandi Motori), ta pa je še prej prevzela mesto tržaške Fabbrica Macchine Sant'Andrea.